# Étang de Comte
L’étang de Comte est un étang des Pyrénées françaises sur la commune de Mérens-les-Vals dans le département de l'Ariège en région Occitanie.

## Toponymie

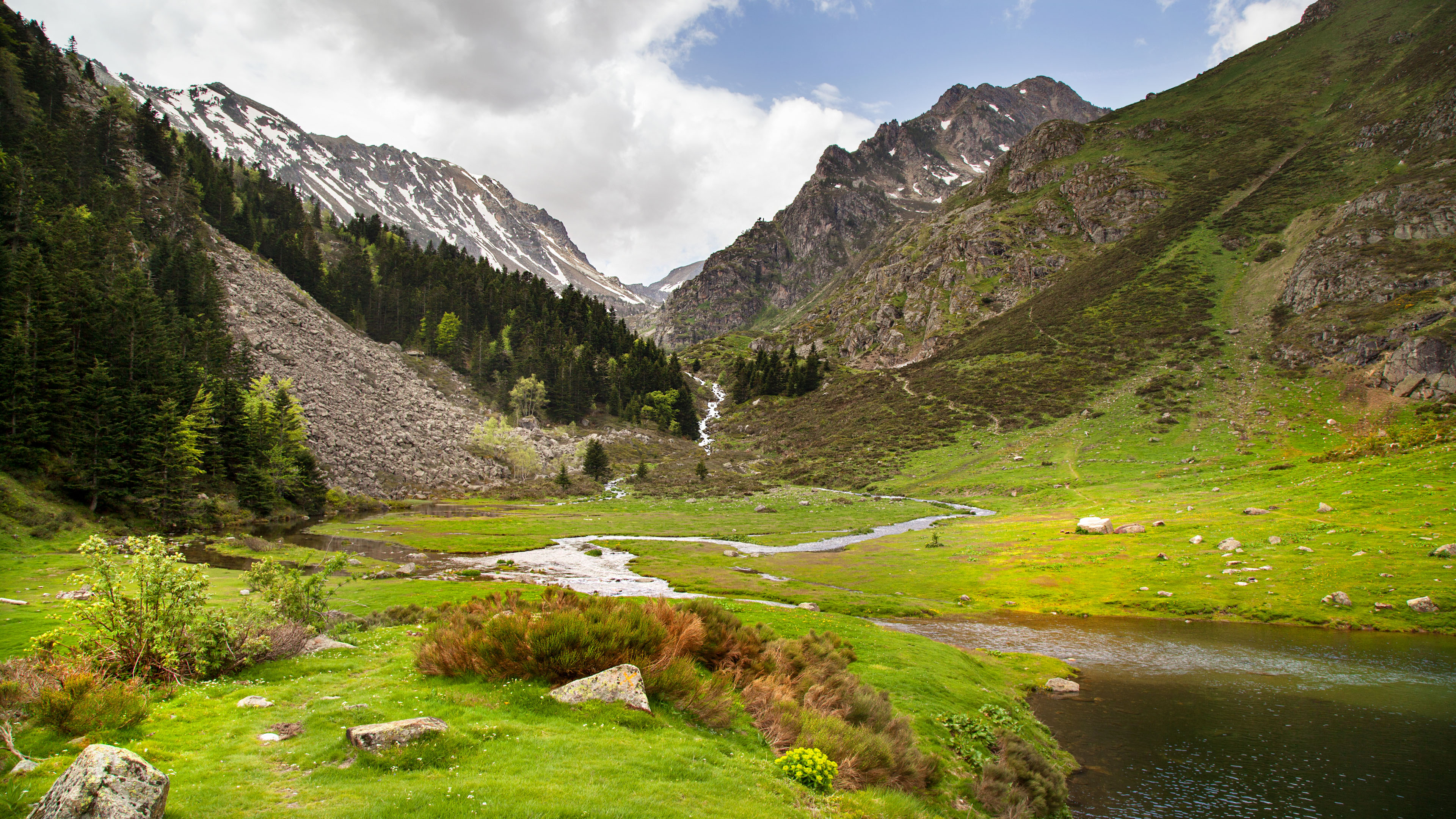
Vallée du Mourgouillou, au premier plan l'Estagnol, l'étang de Comte est juste au bout du ruisseau au fond.

## Géographie
De forme allongée, d'une superficie de 3,3 ha et à une altitude de 1 726 m, l'étang de Comte est situé dans la vallée du Mourgouillou, le ruisseau qui l'alimente et affluent de l'Ariège.

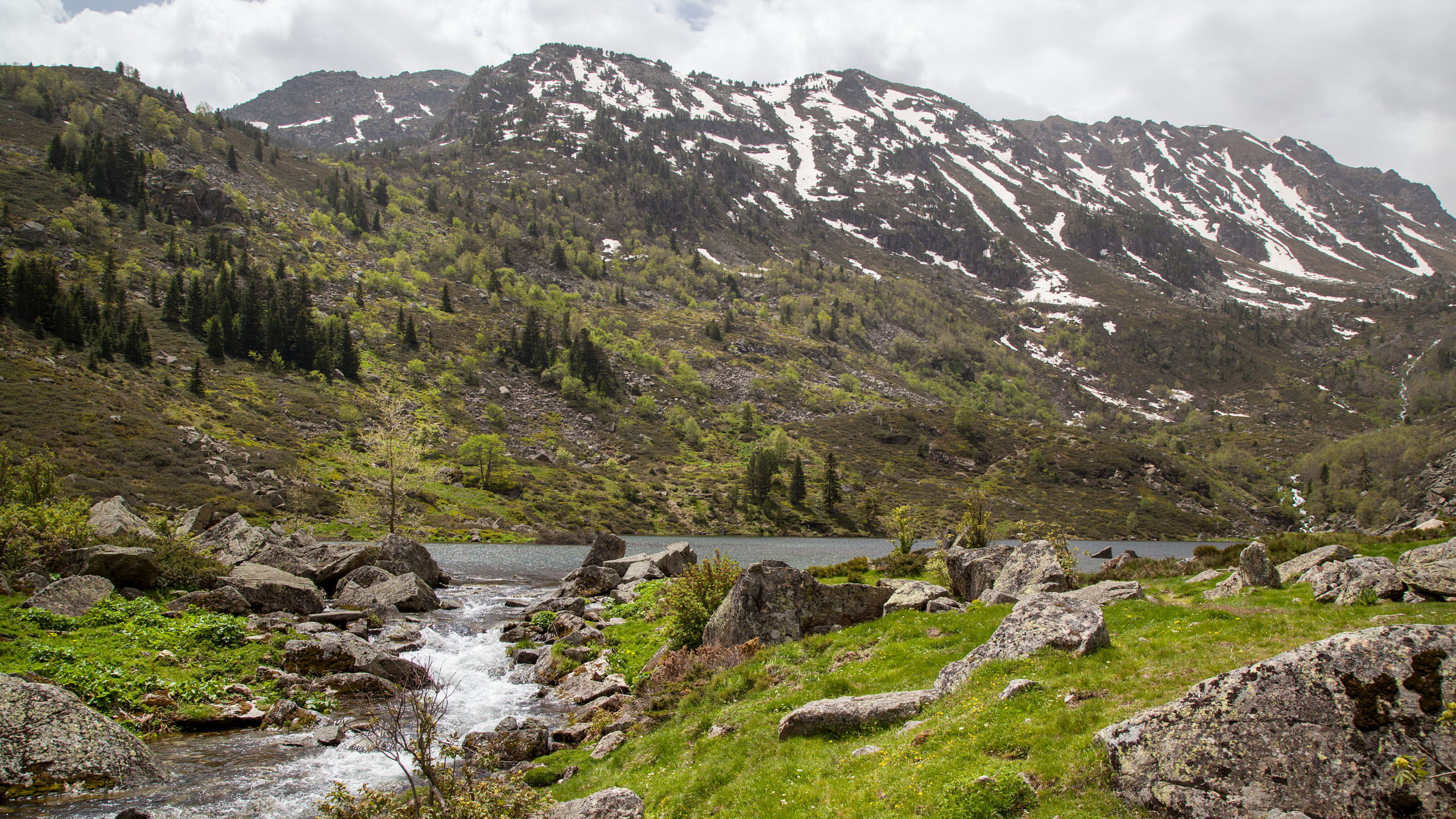
Exutoire de l'Etang de Comte

## Histoire
Les comtes de Foix, semble-t-il, se réservaient les truites de cet étang, d’où son nom. 

## Voies d'accès
C'est une randonnée facile qui peut être effectuée sur une boucle ou si les ruisseaux sont abondants en aller et retour sur le GR 10 (rive droite).